# 古山龙
古山龙（学名：Arcangelisia gusanlung），为防己科古山龙属下的一个植物种。